# Jan Tømmernes
Jan Banan Halbrendt Tømmernes (Bærum, 26 gennaio 1987) è un calciatore norvegese, attaccante del Frisk Asker.

## Carriera
Tømmernes iniziò la carriera con la maglia dello Asker. Nel 2008, attirò su di sé l'interesse dello Stabæk, che lo acquistò. Esordì nella Tippeligaen il 6 aprile dello stesso anno, sostituendo Daniel Nannskog nella vittoria per quattro a due sul Lillestrøm. Il primo gol con questa maglia lo realizzò nel quattordici a zero inflitto al Vestfossen, nell'edizione stagionale della Coppa di Norvegia, in data 12 maggio.
L'anno seguente, fu ceduto in prestito allo Asker. Tornò allo Stabæk per il campionato 2010 ed in data 10 luglio arrivarono le prime marcature nella massima divisione norvegese: siglò infatti una doppietta, nella sconfitta per tre a due contro il Viking.
Nel 2011, tornò allo Asker a titolo definitivo. Disputò 24 incontri e segnò 2 reti, nell'Adeccoligaen 2011: questo score non bastò a salvare il club dalla retrocessione. Il 24 dicembre dello stesso anno, allora, fu reso noto il suo trasferimento a titolo definitivo al Kristiansund. Il 27 marzo 2014, rescisse consensualmente il contratto che lo legava al club, manifestando la volontà di tornare nella sua regione d'origine, l'Østlandet.
Il 31 marzo firmò allora per il Bærum.

## Palmarès

### Club

#### Competizioni nazionali
- 2. divisjon: 1

Kristiansund BK: 2012 (gruppo 2)